# Alberto de la Bella
Alberto de la Bella Madueño (ur. 2 grudnia 1985 w Santa Coloma de Gramenet) – hiszpański piłkarz grający na pozycji lewego obrońcy. Zawodnik UD Las Palmas.

## Kariera klubowa
De la Bella urodził się w katalońskiej Santa Colomie. Karierę piłkarską rozpoczął w lokalnym klubie UDA Gramenet. Wiele lat kariery spędził w zespołach rezerwowych, grając na zapleczu Primera División.
Latem 2009 roku podpisał kontrakt z Realem Sociedad, aby zastąpić w tej drużynie Xabiera Castillo. Z drużyną tą awansował do Primera División. W 2016 roku został wypożyczony do greckiego Olympiakosu.

### Statystyki klubowe
| Sezon   | Klub             | Kraj      | Liga               | Mecze | Bramki | Puchar Kraju  | Mecze | Bramki | Rozgrywki Europy   | Mecze | Bramki |
| ------- | ---------------- | --------- | ------------------ | ----- | ------ | ------------- | ----- | ------ | ------------------ | ----- | ------ |
| 2003/04 | Gramenet         | Hiszpania | Segunda División B | 2     | 0      | –             | –     | –      | –                  | –     | –      |
| 2004/05 | Espanyol B       | Hiszpania | Segunda División B | 18    | 0      | –             | –     | –      | –                  | –     | –      |
| 2005/06 | Gramenet         | Hiszpania | Segunda División B | 26    | 0      | –             | –     | –      | –                  | –     | –      |
| 2006/07 | Villarreal CF    | Hiszpania | Primera División   | 0     | 0      | –             | –     | –      | –                  | –     | –      |
| 2007/08 | Villarreal B     | Hiszpania | Segunda División B | 25    | 0      | –             | –     | –      | –                  | –     | –      |
| 2007/08 | Villarreal CF    | Hiszpania | Primera División   | 0     | 0      | –             | –     | –      | –                  | –     | –      |
| 2008/09 | Sevilla Atlético | Hiszpania | Segunda División   | 28    | 1      | –             | –     | –      | –                  | –     | –      |
| 2009/10 | Real Sociedad    | Hiszpania | Segunda División   | 30    | 1      | –             | –     | –      | –                  | –     | –      |
| 2010/11 | Real Sociedad    | Hiszpania | Primera División   | 30    | 0      | –             | –     | –      | –                  | –     | –      |
| 2011/12 | Real Sociedad    | Hiszpania | Primera División   | 21    | 0      | Puchar Króla  | 4     | 0      | –                  | –     | –      |
| 2012/13 | Real Sociedad    | Hiszpania | Primera División   | 36    | 3      | –             | –     | –      | –                  | –     | –      |
| 2013/14 | Real Sociedad    | Hiszpania | Primera División   | 17    | 1      | Puchar Króla  | 1     | 0      | Liga Mistrzów UEFA | 5     | 0      |
| 2014/15 | Real Sociedad    | Hiszpania | Primera División   | 23    | 1      | –             | –     | –      | –                  | –     | –      |
| 2015/16 | Real Sociedad    | Hiszpania | Primera División   | 15    | 0      | Puchar Króla  | 1     | 0      | –                  | –     | –      |
| 2016/17 | Olympiakos SFP   | Grecja    | Superleague Ellada | 20    | 2      | Puchar Grecji | 3     | 0      | Liga Europy UEFA   | 2     | 0      |
| 2017/18 | Real Sociedad    | Hiszpania | Primera División   | 17    | 0      | Puchar Króla  | 2     | 0      | Liga Europy UEFA   | 7     | 2      |
| 2018/19 | UD Las Palmas    | Hiszpania | Segunda División   | 25    | 1      | –             | –     | –      | –                  | –     | –      |

Stan na: 12 czerwca 2019 r.